# إيفانز منساه (لاعب كرة قدم)
إيفانز منساه (بالإنجليزية: Evans Mensah)‏ (25 يوليو 1988 بكوماسي في غانا - ) هو لاعب كرة قدم غاني في مركز الهجوم. لعب مع نادي نيو راديانت وJumpasri United F.C. ‏ ونادي تشانثابوري ‏ وChiangmai F.C. ‏.